# Scrobigera tricolor
Scrobigera tricolor là một loài bướm đêm trong họ Noctuidae.